# پاورلایت
پاورلایت (انگلیسی: Powerlight) شرکت مهندسی آمریکایی است، که در سال ۲۰۰۴ توسط جردین کاره تأسیس شد.